# Rudolf Rößler
Rudolf Rößler, ook wel Rudolf Rössler of Rudolf Roessler (Kaufbeuren, 22 november 1897 - Zwitserland, 11 december 1958) was in de Tweede Wereldoorlog de centrale (en geheimzinnige) figuur in de Lucyring spionageoperatie.
Rößler was een Duitse vluchteling die in 1933 naar Zwitserland met zijn vrouw Olga verhuisde. Dit gebeurde op aanraden van een Zwitserse communist, Xavier Schneider. Hij was daar eigenaar van Vita Novi, een kleine uitgeversfirma. Tijdens de Eerste Wereldoorlog had hij als reserve-officier in het Duitse leger gediend. Na de Eerste Wereldoorlog keerde hij terug naar Berlijn waar hij werkte als journalist en actief was in de toneelwereld. Hij hield steeds contact met zijn vrienden uit het leger. Tijdens de Tweede Wereldoorlog slaagde hij erin om, via een Sovjetspion die in Zwitserland werkte, uiterst nauwkeurige en geschikte informatie over Duitse verrichtingen en bedoelingen aan het oostfront te verstrekken, gewoonlijk binnen een dag nadat de operationele besluiten waren genomen. Zijn methodes om aan informatie te verkrijgen zijn niet volledig bekend. Het door hem geleverde materiaal was zo goed dat het twijfel veroorzaakte in Moskou. Een Duitse bevelhebber van het Leger die de door de Russen bezette stad Lomza in Polen aanviel, bijvoorbeeld, was verbaasd om een exemplaar van zijn eigen orders te vinden toen hij de stad introk. Hoewel dit werd gemeld aan het Duitse Opperbevel kon men het lek niet vinden.
Rößler werd uiteindelijk door de Zwitserse politie tijdens de Tweede Wereldoorlog gearresteerd en een paar jaar later nogmaals; hij werd toen kort gevangengezet. Hij stierf in de jaren vijftig (na een andere aanvaring met de politie) zonder, voor zover openbaar gemaakt, te hebben verklaard hoe hij precies had gespioneerd en wie zijn medestanders waren in Duitsland. Men heeft verondersteld dat Rößler eigenlijk een Britse agent was, en dat "Lucy“ eigenlijk een Britse spionageoperatie was om Ultrainformatie aan de Sovjets te leveren zonder dat de Britse afkomst herkenbaar was.